# Izrael na Letnich Igrzyskach Olimpijskich 1956
Izrael na Letnich Igrzyskach Olimpijskich 1956 w Melbourne reprezentowało troje zawodników: dwóch mężczyzn i jedna kobieta. Najmłodszym olimpijczykiem była pływaczka Szoszanna Riwner (18 lat 283 dni), a najstarszym skoczek do wody Jo’aw Ra’anan (28 lat 321 dni)
Był to drugi start reprezentacji Izraela na letnich igrzyskach olimpijskich.

## Lekkoatletyka
Mężczyźni
- Dawid Kusznir – skok w dal (25. miejsce)

## Pływanie
Kobiety
- Szoszanna Riwner – 100 metrów stylem dowolnym (odpadła w eliminacjach)

## Skoki do wody
Mężczyźni
- Jo’aw Ra’anan – trampolina (22. miejsce)